# Club Deportivo Abarán
El Club Deportivo Abarán fue un equipo de fútbol español fundado en 1948 en Abarán (Murcia) y desaparecido finalmente en 1967 que jugó en la Segunda División de España.

## Historia
El club empezó su andadura en las divisiones regionales de Murcia, hasta que en la temporada 1960/61 empezó a jugar en la Tercera División de España «tercer nivel en la liga antes de la aparición de la Segunda División B de España». Permaneció en la Tercera División durante tres años, hasta que en la temporada 1963/64, tras quedar primero de grupo, ascendió a la Segunda División de España. Tan solo permaneció dos años, ya que tras finalizar en decimosexta posición descendió de categoría. Un año después descendió de nuevo a la categoría regional de Murcia, siendo este el último año de existencia del club.

## Temporadas
| Temporada | División | Posición | Copa del Rey |          |
| --------- | -------- | -------- | ------------ | -------- |
| 1948–1958 | —        | Regional | —            |          |
| 1958/59   | 4        | 1ª Reg.  | 8º           |          |
| 1959/60   | 4        | 1ª Reg.  | 1º           |          |
| 1960/61   | 3        | 3.ª      | 8º           |          |
| 1961/62   | 3        | 3.ª      | 4º           |          |
| 1962/63   | 3        | 3.ª      | 1º           |          |
| 1963/64   | 2        | 2.ª      | 13º          | 1ª ronda |
| 1964/65   | 2        | 2.ª      | 16º          | 1ª ronda |
| 1965/66   | 3        | 3.ª      | 15º          |          |
| 1966/67   | 4        | 1ª Reg.  | 13º          |          |

- 2 temporadas en Segunda División
- 4 temporadas en Segunda División B «llamada hasta 1977/78 como Tercera División»